# Họ Ong cự
Họ Ong cự (danh pháp khoa học: Ichneumonidae) là một họ côn trùng trong bộ Cánh màng (Hymenoptera). Các loài Ichneumon là những ký sinh quan trọng của những loài côn trùng khác. Vật chủ phổ biến là ấu trùng của Coleoptera, Hymenoptera, và Lepidoptera.
.

Một ấu trùng Acrodactyla quadrisculpta (thuộc họ Ichneumonidae) sống ký sinh ở một con nhện tetragnatha montana

Có hơn 60.000 loài phân bố toàn cầu, khoảng 3.000 ở Bắc Mỹ. Sự phân bố của Ichneumonidae là một trong những ngoại lệ nổi tiếng nhất về sự biến đổi gradient theo vĩ độ về đa dạng loài, vì họ này được cho là có những loài phổ biến ở vùng vĩ độ cao thau vì nhiệt đới. Quan điểm này đã dấy lên câu hỏi gần đây sau khi phá hiện nhiều loài mới ở những vùng nhiệt đới.